# Астеропей
Астеропей е персонаж от „Илиада“ на Омир. Той е водачът на биещите се на страната на Троя пеонци, заедно със своя другар, Пирехъм. Астеропей е син на Пелагон, който е син на речния бог Аксиос и смъртната Перибоя. В началото на „Илиада“ той е един от присъединилите се към войната, като е в Троя само от около седмица.
Астеропей се отличава в боя с това, че може да борави еднакво добре и с двете си ръце. Той може да мята две копия едновременно. В Книга XII на „Илиада“ когато троянците атакуват ахейските стени, Астеропей е в същия отряд, в който са ликийските воини Сарпедон и Главк. Именно ожесточеният напор на този отряд, по време на битката, позволява на Хектор да пробие стените.
В Книга XXI, когато Ахил безпощадно избива троянски воини при река Скамандър и замърсява водите ѝ с мъртви тела (включително и това на един от синовете на Приам, Ликаон), речният бог окуражава Астеропей да се изправи срещу Ахил.
По време на двубоят им, Астеропей хвърля две копия едновременно към Ахил. Едното копие удря щита на Ахил, а другото достига налакътника му, като го ранява леко. Така, Астеропей е единственият тракиец, посочен в „Илиада“, който успява да пролее кръвта на Ахил. Въпреки това, той не успява да убие Ахил и загива от ръката на ахееца. По-късно, по време на погребалните игри в чест на Патрокъл, сребърният меч на Астеропей е връчен като награда заедно с бронята на Сарпедон.
Астероидът (4805) Астеропей е наречен на героя.